# Katsuya Saito
Katsuya Saito (斎藤 勝也, Aichi, 3 de março de 1940) é um ex-ciclista olímpico japonês. Saito representou seu país durante os Jogos Olímpicos de Verão de 1960, em Roma.